# سورفيلان
بلدية سورفيلان (بالإسبانية: Sorvilán) هي بلدية تقع في مقاطعة غرناطة التابعة لمنطقة أندلوسيا جنوب إسبانيا.

## الديموغرافيا
بلغ عدد سكان بلدية سورفيلان 592 نسمة عام 2011 (وفقاً للمعهد الوطني الإسباني للإحصاء).
| 694 | 665 | 620 | 701 | 659 | 625 | 592 |